# El Vallecillo
El Vallecillo – gmina w Hiszpanii, w prowincji Teruel, w Aragonii, o powierzchni 21,59 km². W 2011 roku gmina liczyła 54 mieszkańców.